# Кузнецовский (Тульская область)
Кузнецовский — поселок в Белёвском районе Тульской области в составе Левобережного сельского поселения. Население - 2 человека (2021).

## География
Находится в юго-западной части Тульской области на расстоянии приблизительно 4 км на юго-запад по прямой от города Белёв, административного центра района.

## История
В 1926 году здесь (тогда Кузнецовские выселки) было учтено 13 дворов, в конце 1930-х годов — 5.

## Население
Постоянное население составляло 85 человек (1926 год), 2 (русские 100 %) в 2002 году.
| 2010 |
| ---- |
| 1    |